# Стела «Город воинской славы» (Архангельск)
Памятник-стела «Город воинской славы» — монумент, символ носимого Архангельском звания «Город воинской славы». Открыт 31 августа 2011 года в городе Архангельске, на набережной Северной Двины у выхода к ней улицы Свободы.

## История
История Архангельска неразрывно связана с укреплением обороны страны на морских рубежах. В начале XVIII века у стен Новодвинской крепости была одержана первая морская победа русского оружия в Северной войне. Жители Поморья защищали морские рубежи России и в XIX веке, во время Крымской войны. Вошло в историю и противостояние города англо-американским интервентам, вторгшимся в Россию через ее арктические ворота в 1918 году. Важную роль в защиту арктических коммуникаций внесла созданная в составе Северного флота Беломорская военная флотилия. Защита судов от нападения немецко-фашистских надводных кораблей, подводных лодок и авиации в период 1941—1944 годов обеспечивалось системой конвоев. 
За большой вклад в развитие морского флота России, освоение северных районов страны, заслуги трудящихся города в Великой Отечественной войне, успехи в хозяйственном и культурном строительстве и в связи с 400-летием со времени основания указом Президиума Верховного Совета СССР от 10 мая 1984 года Архангельск был награждён орденом Ленина. А Архангельский морской торговый порт 4 мая 1985 года награждён орденом Отечественной войны I степени «за заслуги в обеспечении Советской Армии и Военно-Морского флота в годы войны». В соответствии с Указом Президента РФ Путина Владимира Владимировича от 1 декабря 2006 года № 1340, в каждом городе, удостоенном звания «Город воинской славы», должна быть установлена стела, посвященная этому событию. Архангельск был удостоен этого высокого звания 5 декабря 2009 года, после чего начались обсуждения по вопросу установки памятной стелы.

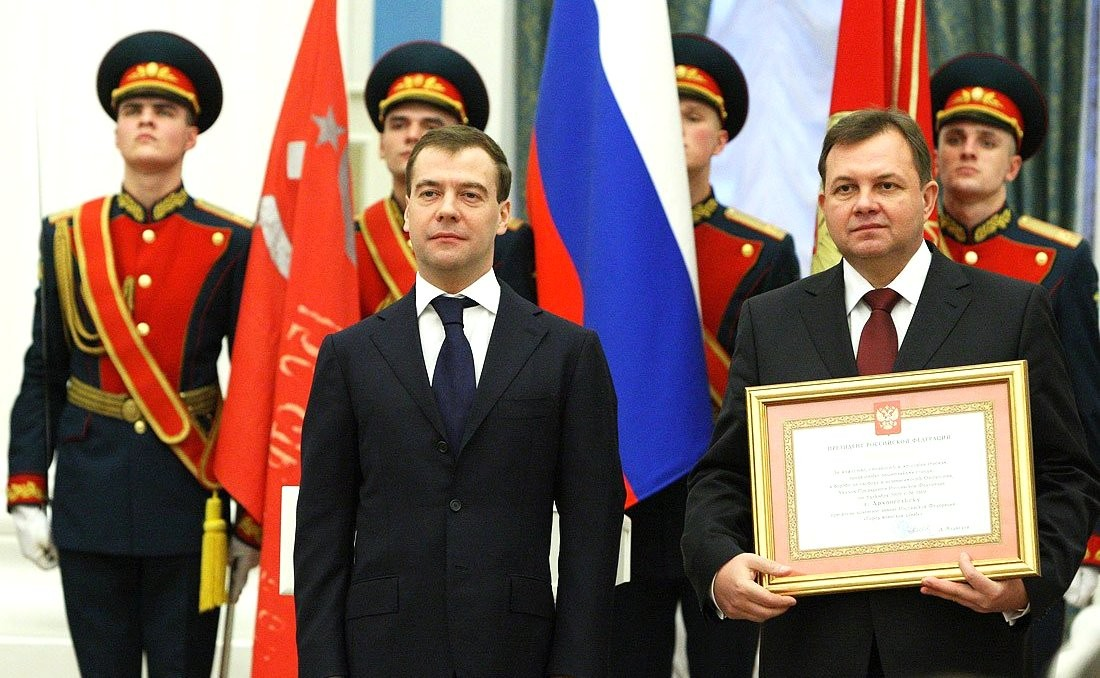
Вручение грамоты о присвоении Архангельску почётного звания

12 января 2010 года в Кремле состоялась церемония вручения грамот о присвоении звания городам, в числе которых был Архангельск. Принимали почётную грамоту мэр Архангельска Виктор Николаевич Павленко, председатель клуба кавалеров ордена Славы Архангельской области Серафим Степанович Несмелов и член военно-патриотического объединения средней школы № 55 Илья Дмитриевич Вашута. 3 февраля прошли общественные слушания по вопросу места установки стелы, но к единому мнению прийти так и не удалось. К концу марта, после долгих дискуссий место установки памятника было определено — стелу решено было установить на пересечении ул. Свободы и Набережной Северной Двины, неподалёку от гостиницы Пур-Наволок. В решении данного вопроса активно принимали участие ветераны и горожане Архангельска. Ранее на этом месте предлагалось установить памятник Робинзону Крузо.
17 февраля 2011 года состоялся конкурс на выполнение работ по проектированию установки стелы «Город воинской славы», в результате которого право на проектирование получило ООО «Агропромдорстрой». Строительство осуществляла строительная организация ООО «Архангельск СИТИ». На создание памятника из городского бюджета выделено 30 миллионов рублей. Гранит для стелы был привезён с Балтийского карьера.
В августе 2011 года начались работы по установке памятника. В первую очередь был выполнен вынос коммуникаций, подготовлены бетонные основания для возведения стелы, проведено бетонирование для установки спуска к нижней части набережной, установлен бортовой гранитный камень на пересечении установки монумента. 12 августа был произведён подъём и установка самой стелы, представляющей собой гранитный монолит высотой 10 метров. После этого начались работы по установке мелких элементов стелы: барельефов, таблички с указом Президента РФ и герба города.
Открытие стелы-памятника состоялось 31 августа 2011 года в канун празднования 70-й годовщины со дня прибытия первого союзного конвоя «Дервиш». Это решение было принято мэрией Архангельска по просьбе ветеранов города.
Торжественное открытие монумента началось в 18:00 с приветственного слова губернатора Архангельской области Ильи Михальчука. Губернатор поздравил ветеранов и всех горожан Архангельска со знаменательной датой 70-летия со дня первого союзного конвоя «Дервиш» и открытием стелы, после чего передал слово мэру Архангельска Виктору Николаевичу Павленко, который торжественно снял ткань, закрывавшую постамент стелы. После открытия стелы она была освящена клириком Успенского храма Архангельска, священником Даниилом Горячевым. После освящения прошла торжественная церемония возложения цветов к мемориалу, в которой приняли участие руководители области и города, представители всех иностранных делегаций, прибывших в Архангельск на празднование 70-летия Северных конвоев, ветераны Великой Отечественной войны, а также жители города.
30 января 2013 года поступила в обращение почтовая марка, а 2 сентября 2013 года в обращение была выпущена памятная монета «Города воинской славы Архангельск» номиналом 10 рублей.
Ещё одним символом стал Меч Победы, вручённый Архангельску, как и другим городам воинской славы, 9 июня 2022 года в зале Славы Музея Победы в парке Победы на Поклонной горе в Москве. Изготовленный в Златоусте меч покрыт золотом высшей 999,9 пробы и инкрустирован уральскими самоцветами — гранатами, символизирующими пролитую кровь, и голубыми топазами, которые считаются символом мира. Длина мечей составляет 1,2 метра, вес — более пяти килограммов. На клинке, украшенном растительным орнаментом, высечены знаменитые слова князя Александра Невского: «Кто с мечом к нам придет, тот от меча и погибнет». Ранее, в апреле 2015 года, аналогичные Мечи Победы были переданы на вечное хранение городам-героям.

## Описание и изображения
Архитектурно-скульптурное решение памятной стелы «Город воинской славы» утверждено Российским организационным комитетом «Победа» по результатам открытого всероссийского конкурса, в котором победил проект авторского коллектива в составе: Заслуженный архитектор России, действительный член Международной академии архитектуры И. Н. Воскресенский, архитекторы Г. А. Ишкильдина, В. В. Перфильев, Заслуженный художник России, член-корреспондент Российской академии художеств, скульптор С. А. Щербаков.
Стела «Город воинской славы» представляет собой 12-метровый гранитный монумент, на постаменте которого закреплена табличка с текстом Указа о присвоении Архангельску почетного звания «Город воинской славы», а также установлено четыре барельефа с изображением основных вех военной истории Архангельска. Вершину стелы украшает позолоченный герб Российской Федерации. В связи с необходимостью соотнесения масштаба с морской панорамой колонну возвели на пьедестал (стелы подобного типа есть также в Анапе, Волоколамске, Ломоносове, Малоярославце и Петропавловске-Камчатском).
Уникальной особенностью стелы, установленной в Архангельске, стало наличие на постаменте символических носовых частей кораблей (ростров), в знак того, что Архангельск считается «городом морской славы России». Это является основным отличием данной стелы от других подобных монументов, установленных в других городах воинской славы.

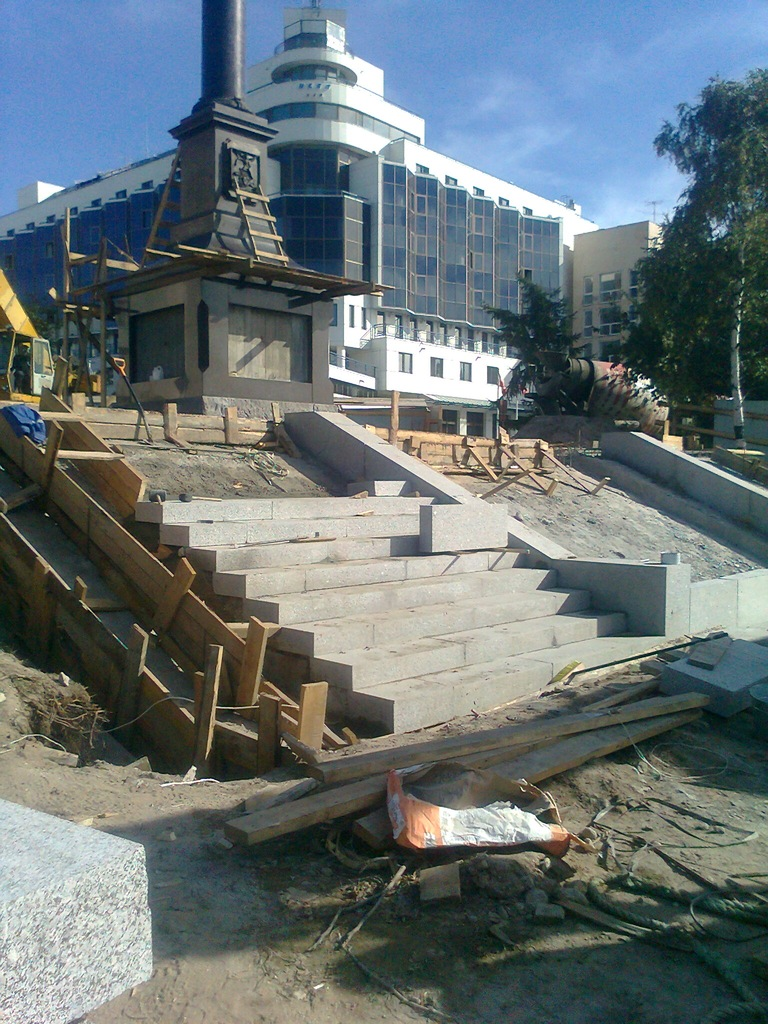
Строительство стелы
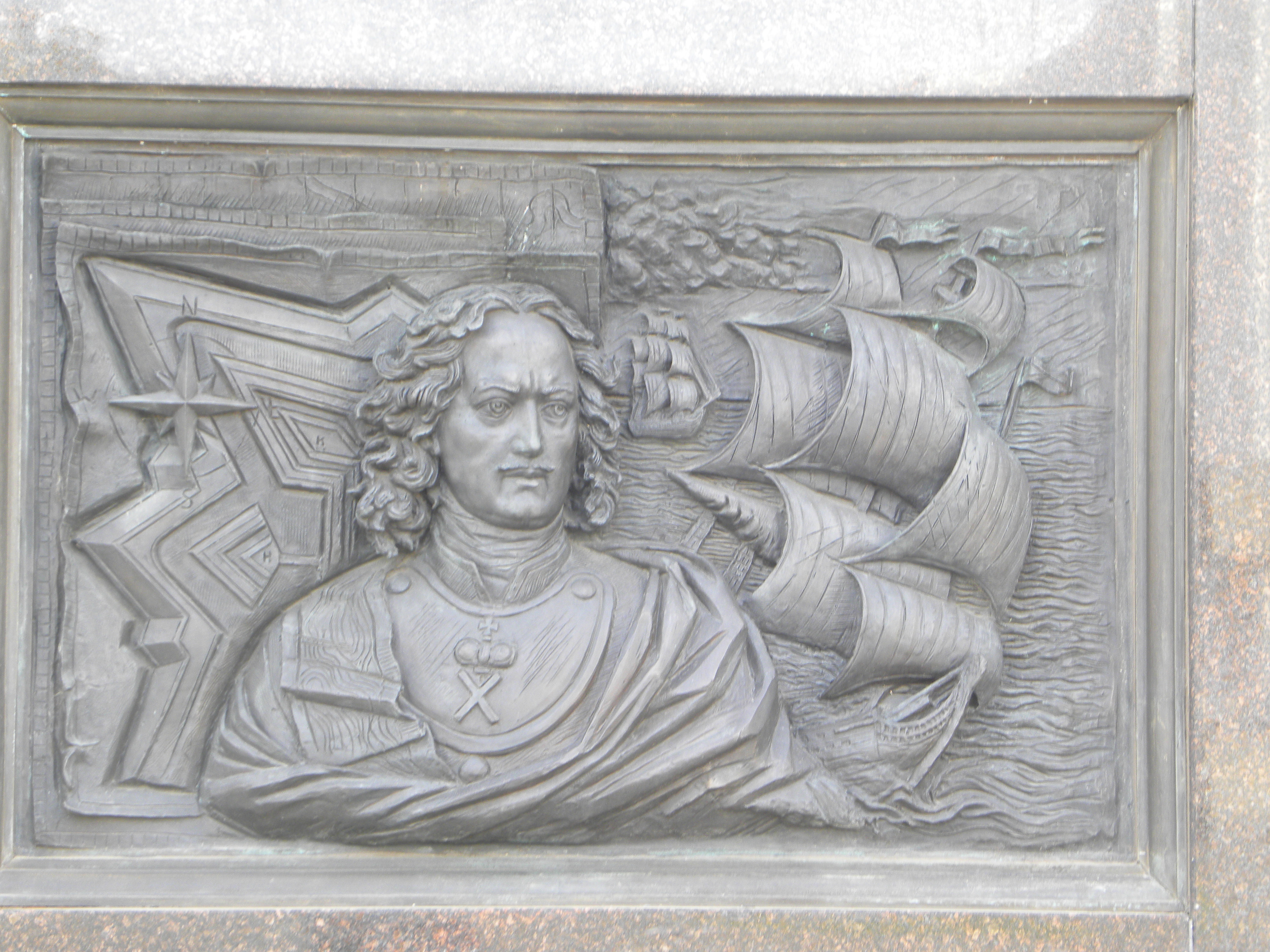
Барельеф, посвящённый Новодвинской крепости, основанной по указанию Петра I
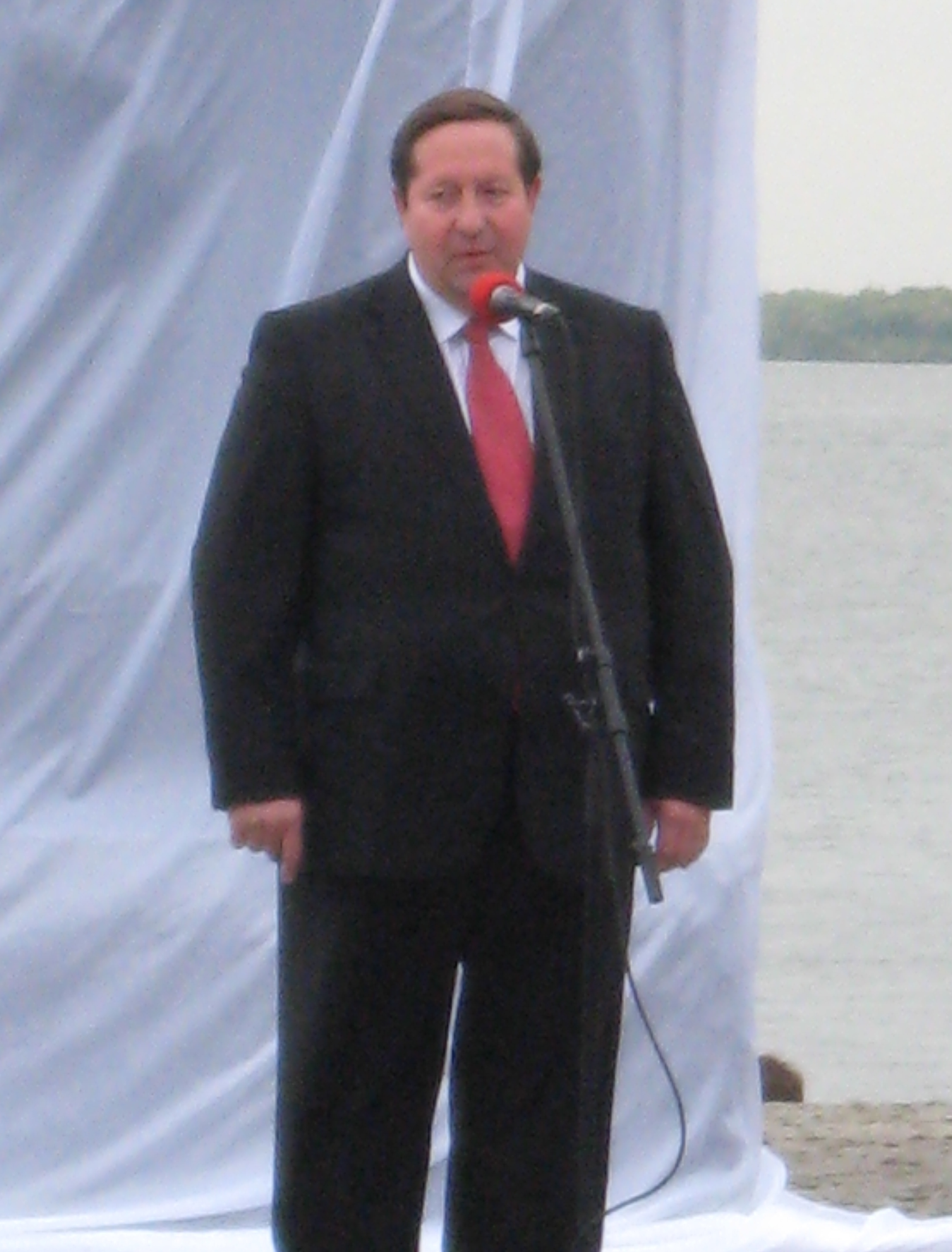
Приветственное слово губернатора Архангельской области Ильи Михальчука перед открытием памятника
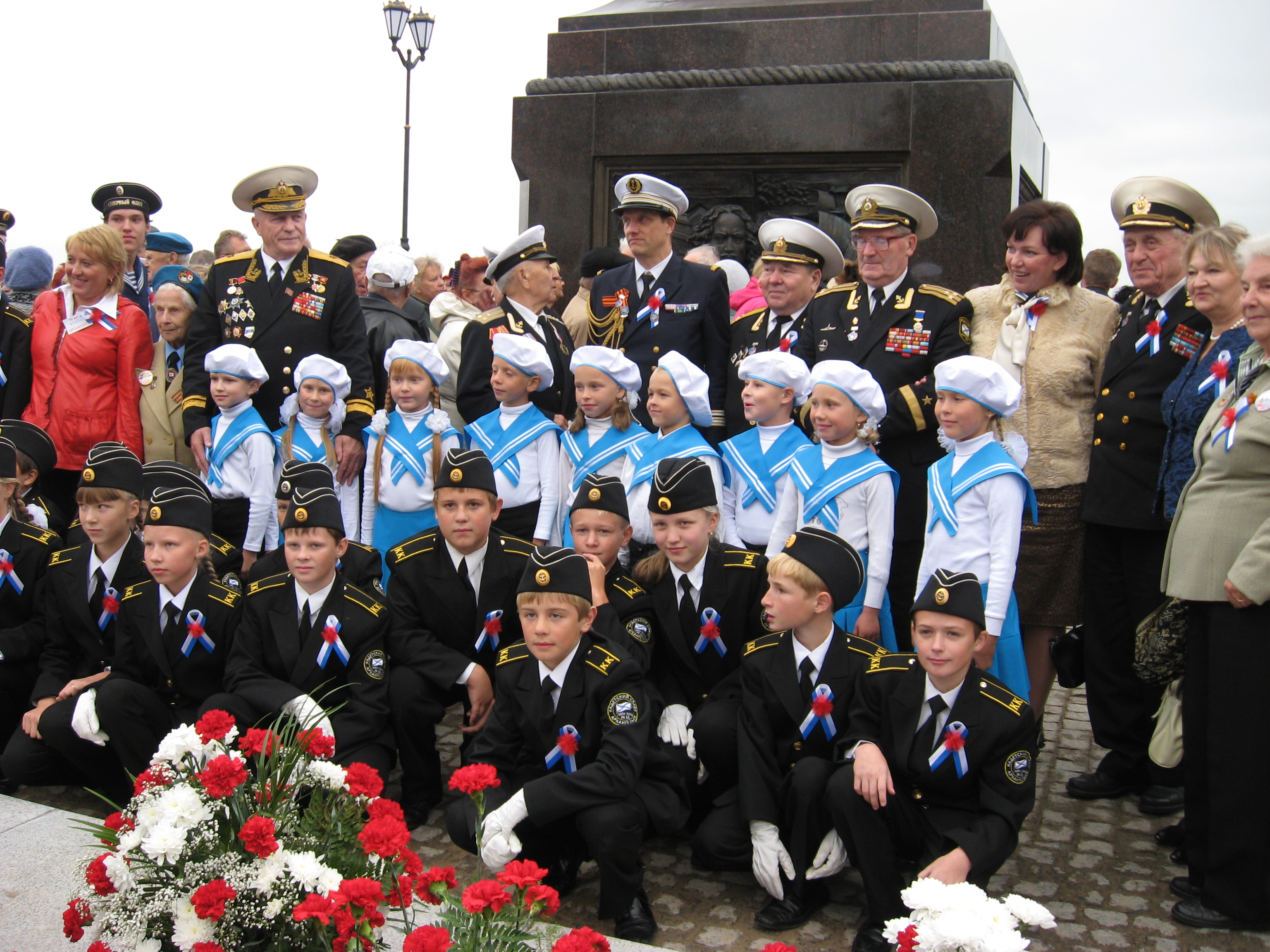
Ветераны и юные кадеты у подножия памятника, после завершения церемонии открытия
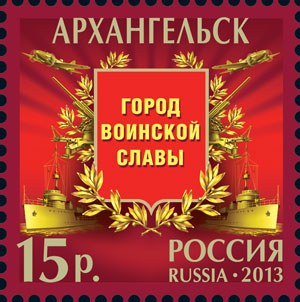
Памятная марка, посвящённая городу воинской славы
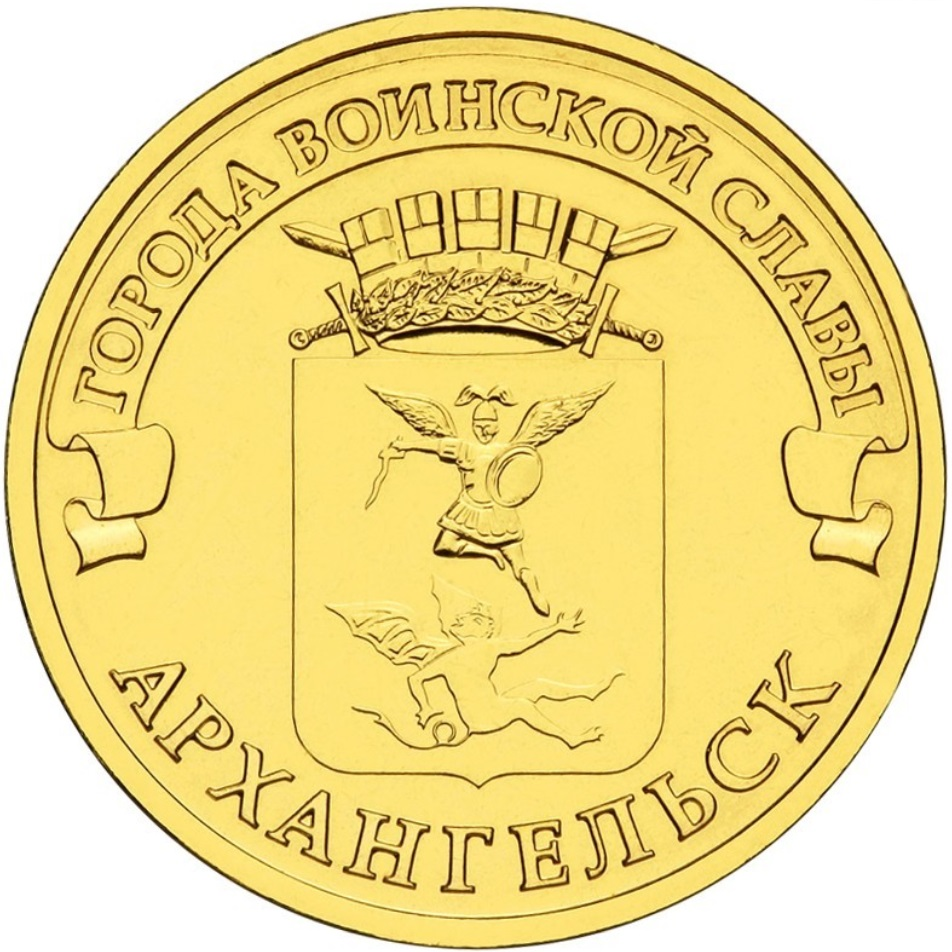
Изображение герба города воинской славы на монете